# Грама Олег Анатолійович
Олег Анатолійович Грама (1991—2023) — капітан національної гвардії України, майстер спорту з бойового самбо, учасник російсько-української війни.

## Життєпис
Народився 1991 року в селі Новоселиця Хмельницької області. Закінчив національний транспортний університет, потім національну академію внутрішніх справ.
Службу в національній гвардії почав у 2013 році, у 2014—2022 роках брав участь у відбитті російської агресії у складі спецпідрозділу «Омега».
Під час повномасштабної війни брав участь у деокупації Бучі та Ірпеня.
Загинув 18 лютого 2023 року від влучання танкового боєприпасу.

## Нагороди та вшанування
- Орден «За мужність» III ступеня[1].
- Медаль «За військову службу Україні»[2].
- 11 червня 2023 року в Новоселівській школі загиблому відкрили меморіальну дошку.